# مناسوتاکی (فلوریدا)
مناسوتاکی (به انگلیسی: Manasota Key) یک منطقهٔ مسکونی در ایالات متحده آمریکا است که در شهرستان شارلوت، فلوریدا واقع شده‌است. مناسوتاکی ۸٫۰ کیلومتر مربع مساحت و ۱٬۲۲۹ نفر جمعیت دارد و ۰ متر بالاتر از سطح دریا واقع شده‌است.